# 片町 (大阪市)
片町（かたまち）は、大阪府大阪市都島区にある町名。現行行政地名は片町一丁目および片町二丁目。

## 地理
大阪市都島区の南部に位置する。北は東野田町、東はJR大阪環状線を挟んで城東区新喜多、南は寝屋川を挟んで中央区大手前および城見、西は旧淀川（大川）を挟んで北区天満とそれぞれ接する。

### 河川
- 旧淀川（大川）
- 寝屋川
- 第二寝屋川

## 歴史

### 町名の由来
元は京橋片原西町・京橋片原東町という町名で、京橋北詰から東へ京街道が伸びており、両町とも街道の片側（北側）にだけ家屋が立ち並ぶ片側町だったことから「片町」と通称されたことによる。

### 沿革
- 1708年（宝永5年） 京街道の南側にも家屋を建てることが許可され、片側町から両側町へ変容したことにより、相生西町・相生東町に改称。
- 1724年（享保9年） 享保の大火の影響により、新しく家屋が建てられて間もない京街道の南側約3分の2が火除地として収公され、以降再び片側町の様相を呈するようになる（町名は変更なし）。
- 1872年（明治5年） 相生西町・相生東町を統合して相生町に改称。
- 1895年（明治28年） 浪速鉄道片町駅が開業。
- 1969年（昭和44年） 片町1 - 2丁目の現行町名に改称。

## 世帯数と人口
2019年（平成31年）3月31日現在の世帯数と人口は以下の通りである。
| 丁目       | 世帯数    | 人口    |
| ---------- | --------- | ------- |
| 片町一丁目 | 903世帯   | 1,287人 |
| 片町二丁目 | 520世帯   | 662人   |
| 計         | 1,423世帯 | 1,949人 |

### 人口の変遷
国勢調査による人口の推移。
| 1995年（平成7年）  | 1,267人 | [ 6 ]  |  |
| 2000年（平成12年） | 1,381人 | [ 7 ]  |  |
| 2005年（平成17年） | 1,632人 | [ 8 ]  |  |
| 2010年（平成22年） | 1,956人 | [ 9 ]  |  |
| 2015年（平成27年） | 2,090人 | [ 10 ] |  |

### 世帯数の変遷
国勢調査による世帯数の推移。
| 1995年（平成7年）  | 639世帯   | [ 6 ]  |  |
| 2000年（平成12年） | 847世帯   | [ 7 ]  |  |
| 2005年（平成17年） | 1,111世帯 | [ 8 ]  |  |
| 2010年（平成22年） | 1,376世帯 | [ 9 ]  |  |
| 2015年（平成27年） | 1,452世帯 | [ 10 ] |  |

## 学区
市立小・中学校に通う場合、学区は以下の通りとなる。なお、小学校・中学校入学時に学校選択制度を導入しており、通学区域以外に都島区の小学校・中学校から選択することも可能。
| 丁目       | 番   | 小学校             | 中学校             |
| ---------- | ---- | ------------------ | ------------------ |
| 片町一丁目 | 全域 | 大阪市立桜宮小学校 | 大阪市立桜宮中学校 |
| 片町二丁目 | 全域 | 大阪市立桜宮小学校 | 大阪市立桜宮中学校 |

## 事業所
2016年（平成28年）現在の経済センサス調査による事業所数と従業員数は以下の通りである。
| 丁目       | 事業所数  | 従業員数 |
| ---------- | --------- | -------- |
| 片町一丁目 | 128事業所 | 1,784人  |
| 片町二丁目 | 284事業所 | 3,598人  |
| 計         | 412事業所 | 5,382人  |

## 施設

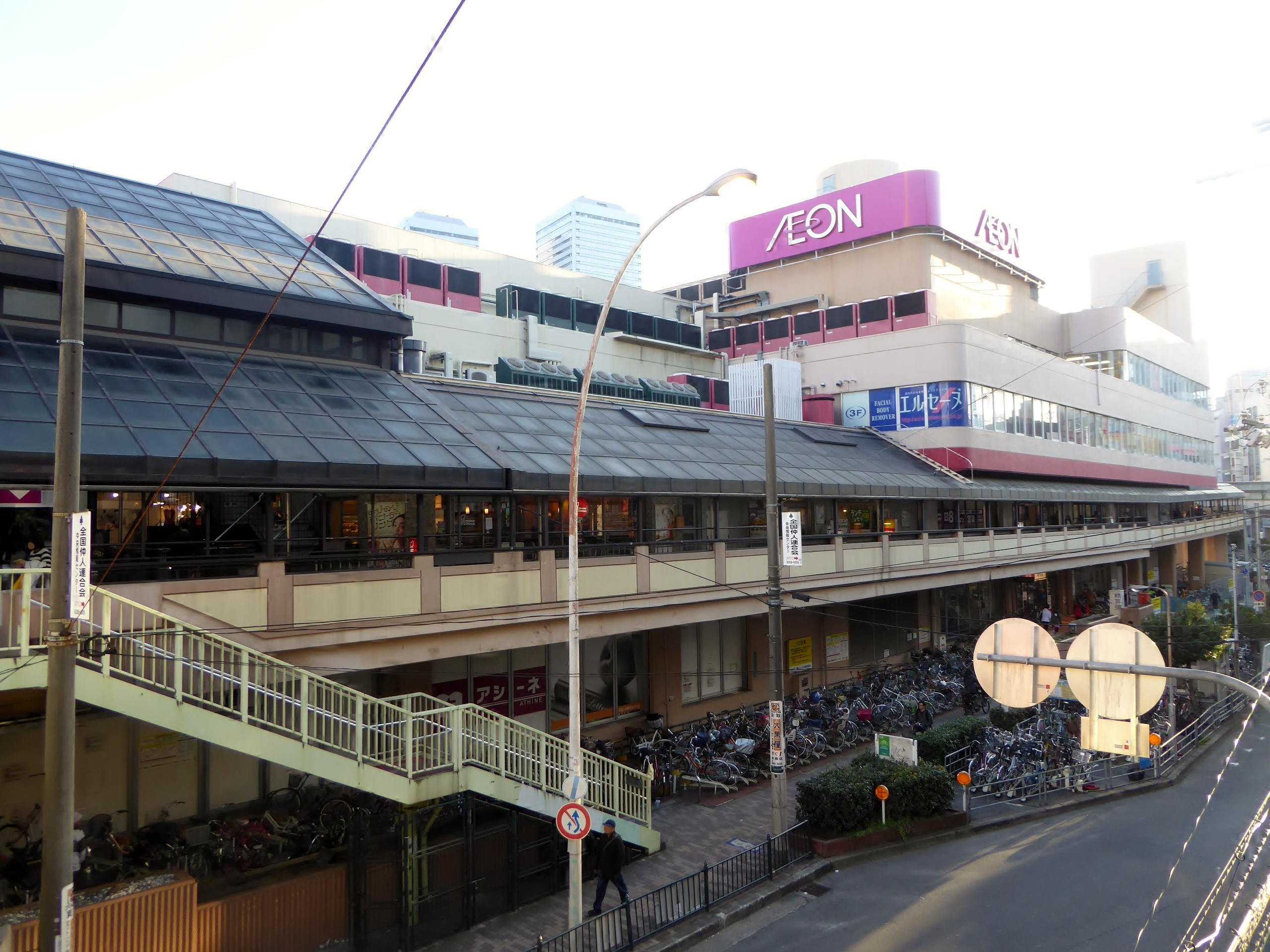
イオン京橋店

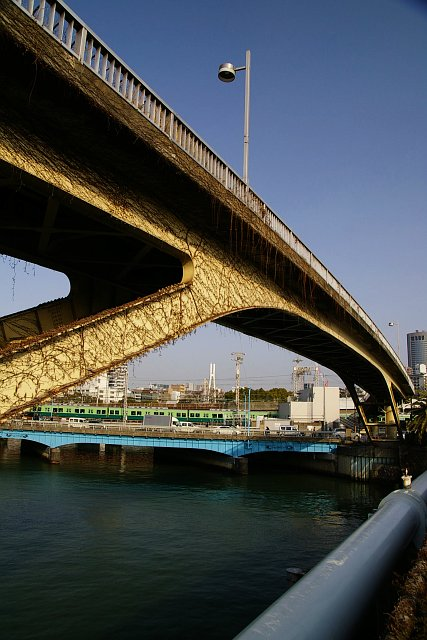
大坂橋

### 教育機関
- ユービック情報専門学校

### 公園
- 片町一丁目児童遊園

### 企業
- アッシュ
- 映像企画
- 中道組

### かつて存在した施設
- イオン京橋店
- ワイズビジョン - 2015年4月1日にytv Nextryに吸収合併。
- 片町駅 - 1997年3月8日にJR東西線の開業に伴い廃止。
- 天満青物市場 - 1653年に天満へ移転。その後、1931年に大阪市中央卸売市場が設立され、廃止。

## 交通

### 鉄道
- JR西日本・京阪電気鉄道・大阪市高速電気軌道 京橋駅

### 道路
- 大阪府道168号石切大阪線（土佐堀通）
  - 大坂橋
- 大阪市道赤川天王寺線

## 出身者
- 八雲恵美子 - 女優

## その他

### 日本郵便
- 〒534-0025[3]（集配局：都島郵便局[14]）